# Юго-Западный государственный университет
Юго-Западный государственный университет (ЮЗГУ) — высшее учебное заведение в Курске. Создан в 1964 году как Курский политехнический институт. В 1994—2011 годах носил название Курский государственный технический университет (КурскГТУ). Также известен как «Курский политех». Готовит специалистов технических и гуманитарных направлений.

## История
В 1964 году на базе Курского филиала и учебно-консультационного пункта Всесоюзного заочного политехнического института был создан Курский политехнический институт. В том же году состоялся первый набор студентов по двум специальностям: «технология машиностроения, металлорежущие станки и инструменты» и «технология химических волокон»; всего было набрано 1092 студента. Институт был расположен в здании на ул. Челюскинцев, 19.
В первый год существования вуза был организован машиностроительный факультет, а также общетехнический факультет заочной формы обучения по энергетическому, механическому, технологическому и строительному потокам, созданы лаборатории общей химии, органической химии, физики, сопротивления материалов, а также кабинеты марксизма-ленинизма, технических средств обучения, черчения, физкультурный зал. 
В 1965 году  из машиностроительного факультета был выделен химико-технологический факультет, созданы кафедры физики, технологии металлов и металловедения, сопротивления материалов и теоретической механики, сварки, организованы лаборатории механики и молекулярной физики, электричества и оптики, аналитической химии, общей и неорганической химии, технологии металлов и металловедении, гидравлики и гидравлических машин, электротехники, промышленной электроники и электронно-вычислительных машин, физической химии, был осуществлён первый набор по специальности «Технология и оборудование сварочного производства». Тогда же начался набор студентов на специальность «Счетно-решающие приборы и устройства». В 1965 году в инстите учились 1460 человек на дневном отделении, 1800 человек на вечернем и заочном. Через года была открыта военная кафедра. 
В 1968 году был открыт факультет общественных профессий, создана кафедра вычислительной техники, тогда же был начат набор студентов на приборостроительный факультет и создан вычислительный центр.
В 1970-х годах были созданы инженерно-строительный факультет, механико-технологический факультет, санитарно-технический факультет, открыты кафедры электротехники, геологии, геодезии и охраны труда, водоснабжения и канализации, горного дела и охраны труда, теплогазоснабжения и вентиляции, теплогазоснабжения и вентиляции, теплотехники и гидравлики, механической технологии волокнистых материалов, философии и научного коммунизма. В 1974 году было открыто здание главного учебного корпуса по улице 50 лет Октября, 94. В 1979 году в институте на дневном отделении обучалось 4 637, на вечернем — 1 298, на заочном — 955 студентов.
В 1980-х годах были созданы кафедра металлических и деревянных конструкций и кафедра архитектуры, кафедра «Конструирование и технология электронных вычислительных средств», инженерно-строительный факультет. 
1990 год — начинает работу кафедра «Программное обеспечение вычислительной техники».
1991 год — создается кафедра «Биомедицинские и информационно-технические аппараты и системы». Контингент студентов составил: дневная форма — 3931 студент, вечерняя — 777, заочная — 790. Создается факультет гуманитарной подготовки, включающий кафедры: политической истории; философии и теории социализма; экономики и организации производства; политической экономии; иностранных языков; охраны труда и окружающей среды; физического воспитания и спорта. Начинает работу юридический факультет, на котором открывается специальность «Юриспруденция» и специальности экономического профиля.

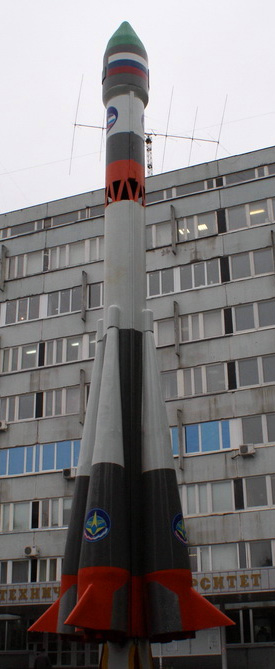
Модель ракеты у входа в главный корпус

1992 год — при институте создается филиал РосНИИ информационных систем, начинает работу кафедра промышленной электроники и автоматизации производства.
1993 год — открываются новые специальности: «Автомобили и автомобильное хозяйство», «Машины и аппараты пищевых производств», организуется кафедра русского языка; создаются кафедры «Экономика и управление на предприятии» и «Конституционное право»; начинает работу типография.
1994 год — институт переименован в Курский государственный технический университет (КурскГТУ). Кафедры, входившие в состав факультета гуманитарной подготовки, переходят в состав юридического факультета. Организуется факультет фундаментальной подготовки, включающий кафедры высшей математики, физики, экспериментальной и теоретической физики, химии, истории, теоретической механики, философии, физвоспитания и спорта, начертательной геометрии и машиностроительного черчения. Начинается обучение по специальностям «Финансы и кредит», «Бухгалтерский учет и аудит».
.
1995 год — создаётся экономический факультет, включающий кафедры «Экономика и управление», «Финансы и кредит», «Информационные системы в экономике», «Экономическая теория», «Экономика и организация производства».
1996 год — организована кафедра прикладной математики.
1998 год — в состав машиностроительного факультета входят кафедры «Технология сахаристых продуктов» и «Машины и аппараты пищевых производств», а на юридическом факультете создаётся кафедра «Организация судебных и правоохранительных органов». Начинает работу «Региональный центр социальной адаптации, переподготовки и обеспечения занятости граждан, уволенных с военной службы, и членов их семей».
2001 год — кафедры «Машины и аппараты пищевых производств» и «Технология сахаристых продуктов» преобразуются в кафедру «Технология и оборудование пищевых производств».
2008 год — обучается 5246 студентов очной формы обучения, 757 очно-заочной и 3110 заочной. Число преподавателей составляет 594, из них 200 доцентов и 54 профессора. Приказом ректора университета № 302 «О создании факультетов» от 10.07.08 г. создана структура из 8 факультетов, которая действует и сейчас.
2010 год — 17 мая общим собранием трудового коллектива были внесены изменения в устав, согласно которым теперь вуз носит название Юго-Западного государственного университета.
2010 год — 23 мая начал работать новый официальный сайт — www.swsu.ru.
2011 год — начал работу центр подготовки водителей (собственная автошкола), вуз получил знак качества конкурса «10 лучших товаров России».
17 июля 2011 год университет переименован в Юго-Западный государственный университет.

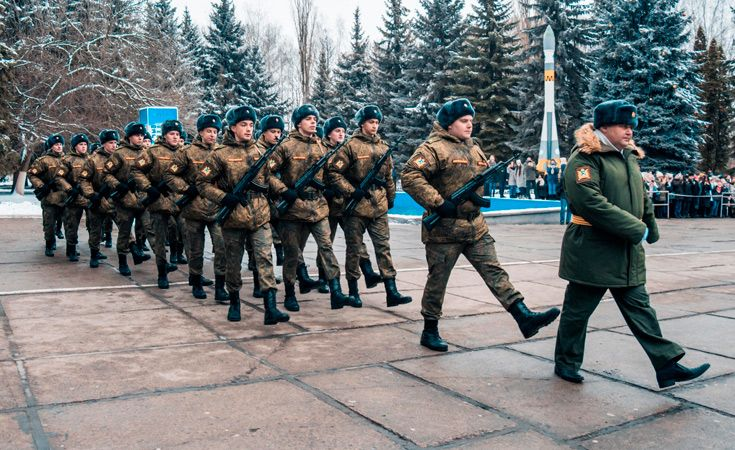
Торжественное построение курсантов ВУЦ ЮЗГУ

2012 год — преподавателей — 675, из них: 80 докторов наук, 423 кандидата наук, 54 профессора, 227 доцентов .
2013 год — контингент студентов по состоянию на 1 сентября 2013 года составил: всего по вузу по программам ВПО — 11250 студентов.
В 2016 году на территории университета была открыта «Аллея Дружбы». Она представляет собой выстроенные в ряд флагштоки, на которых расположены флаги государств тех стран, студенты которых обучаются в университете. Авторами данной идеи стали директор Центра социального дизайна ЮЗГУ Александр Немцев и заведующий кафедрой архитектуры, градостроительства и графики Андрей Поздняков.
2019 год — в Юго-Западном государственном университете создан Военный учебный центр, на который возлагается подготовка сержантов запаса для Вооружённых Сил Российской Федерации.
На начало 2021 год —  в Военно-учебном центре проходит обучение более 200 курсантов..
2021 год — контингент обучающихся по состоянию на 1 октября 2021 года составил: всего по вузу по программам ВПО — 11529 студентов (из них: 779 иностранных студентов и 330 аспирантов).
2021 год — преподавателей — 526, из них: 80 профессоров, 330 доцентов. Научных работников 104 человека.

## Факультеты
- Факультет государственного управления и международных отношений (ФГУиМО)
- Естественно-научный факультет (ЕНФ)
- Факультет лингвистики и межкультурной коммуникации (ФЛМК)
- Механико-технологический факультет (МТФ)
- Факультет строительства и архитектуры (ФСА)
- Факультет фундаментальной и прикладной информатики (ФФиПИ)
- Факультет экономики и менеджмента (ФЭиМ)
- Юридический факультет (ЮФ)
- Подготовительный факультет для иностранных граждан (ПФ)
- Региональный учебно-методический центр правовой подготовки военно-учетных работников (РУМЦ)

## Рейтинги
В 2014 году агентство «Эксперт РА», включило ВУЗ в список лучших высших учебных заведений Содружества Независимых Государств, где ему был присвоен рейтинговый класс «Е».
2020 год
| Национальный рейтинг университетов                                      | 88-91 |
| QS World University Rankings (EECA University Rankings)                 | 251-300 79 место среди университетов РФ |
| Рейтинг агентства RAEX ("Эксперт РА")                                   | 85 |
| Рейтинг "Три миссии университета"                                       | 1401-1500 в мировом рейтинге 87-101 среди университетов России |
| Round University Ranking (Clarivate Analitycs) (мировой рейтинг)        | 745 |
| Round University Ranking (Clarivate Analitycs) (рейтинг среди вузов РФ) | 60 |
| Рейтинг Вузотека.ру                                                     | 69 |

U-Multirank – многомерный рейтинг ЮЗГУ

| U-Multirank (мировой рейтинг)                                           | 830 Показатель "Contact to Work Environment" ("Контакты с рабочей средой") - 14 (Top-25) |
| U-Multirank (среди вузов РФ)                                            | 25 В разделе "Sociology" - 6 место, В разделе "Economics" - 9 место, В разделе "Business studies" - 3-5 места, В разделе "Computer Science" - 2 место, В разделе "Political Science" - 2 место, В разделе "Psychology" - 9 место, В разделе "Chemical Engineering" - 2 место, В разделе "Civil Engineering" - 1 место, В разделе "Electrical Engineering" - 1 место, В разделе "Mechanical Engineering" - 1-4 места, В разделе "Production/Industrial Engineering" - 2 место |
| Конкурс "Лучшие образовательные программы инновационной России"         | Строительство уникальных зданий и сооружений (08.05.01), Строительство (08.04.01), Строительство (08.03.01), Конструкторско-технологическое обеспечение машиностроительных производств (15.04.05), Мехатроника и робототехника (15.04.06), Вокальное искусство (53.04.02) |
| Рейтинг "Зеленых" вузов России                                          | 33 |

## Ректоры
- С 1964 по 1969 год — Печенев Михаил Тихонович;
- с 1969 по 1971 год — Лютаревич Константин Владимирович (кандидат технических наук, доцент);
- с 1971 по 1986 год — Коваленок Евгений Викентьевич (кандидат технических наук, доцент);
- с 1986 по 2002 год — Рыжков Федор Николаевич (доктор технических наук, профессор);
- с 2002 по 2008 год — Захаров Иван Сафонович (доктор физико-математических наук, профессор);
- с 2008 — Емельянов Сергей Геннадьевич (доктор технических наук, профессор).

## Почётные профессора
В декабре 2024 года ректор университета Емельянов сообщил о том, что звание почётного профессора ЮЗГУ присвоено заместителю начальника Главного военно-политического управления Вооруженных сил России, командиру спецназа «Ахмат» Апти Алаудинову. 

## Журналы
Университетом издаётся ряд журналов:
- Известия ЮЗГУ (ранее «Известия КурскГТУ»);
- Телекоммуникации;
- Проблемы управления;
- Электрика.
- Биосферная совместимость: человек, регион, технологии

## КВН

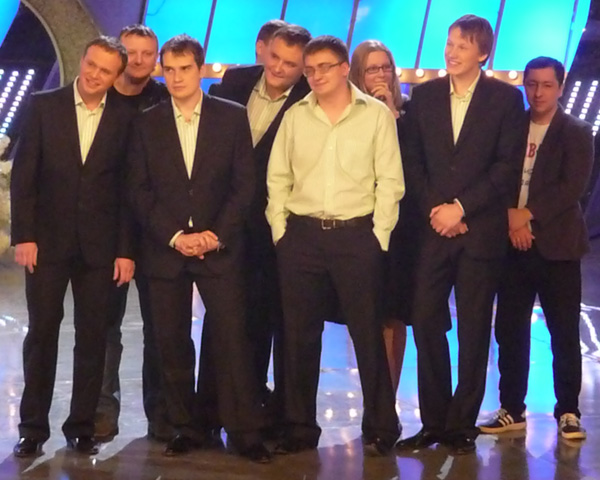
Команда КВН «ПриМа» по окончании финала победного для себя сезона 2009 года

В 2009 году команда КВН «ПриМа» вернулась после годового перерыва в высшую лигу и стала чемпионом. Юмор команды остросоциальный, а в последнее время ещё и ностальгический: на момент чемпионства «приматы» играли уже более 12 лет. Самые запоминающиеся фишки: всевозможные картинки, президент РФ Дмитрий Медведев в исполнении Антона Сасина. В высшей лиге их всегда объявляли «ПриМа» город Курск", однако история возникновения команды (слияние названий приборостроительного и машиностроительного факультетов) и постоянная поддержка со стороны ректората позволяют считать «ПриМу» командой именно Курского государственного технического университета.
Также в середине 90-х в высшей лиге КВН играла ещё одна команда из Курска, команда КВН КГПУ «Служебный вход» под капитанством Алексея Лютикова. Они одни из первых в КВН выдвинули идею фронтмена команды в её современном понимании, правда увлекались этим сверх меры: в последнее время больше половины игры тянул на себе капитан. В 1997 году дошли до полуфинала.
Подрастает несколько молодых команд, в том числе «Без даты», «Мама будет рада», «Сборная солянка», «All in», «Регион общага» и др.

## Критика
А. В. Заякин в статье в газете «Троицкий вариант — Наука» отмечал, что по данным сетевого экспертного сообщества «Диссернет», в ЮЗГУ активно работает «диссеродельная фабрика», включающая в себя профессора, доктора экономических наук В. И. Гурова, профессора, доктора экономических наук Ю. В. Вертакову, декана факультета государственного управления и международных отношений, профессора, доктора экономических наук И. В. Минакову и ряд других сотрудников вуза. Кроме указания на ряд фальшивых защит «Диссернет» также отмечает, что от бывшего аспиранта И. В. Минаковой в «Диссернет» поступила аудиозапись длительностью 62 минуты, на которой Минакова обсуждает с данным аспирантом стоимость защиты диссертации. Согласно аудиозаписи Так в случае защиты диссертации в диссертационном совете Ю. В. Вертаковой стоимость защиты будет находиться в пределах 250—300 тыс. руб., а у профессора, доктора экономических наук Е. В. Харченко — увеличится приблизительно на 100 тыс. руб. Также на данной аудиозаписи Минакова указывает, что однажды в диссертационном совете Вертаковой попытался защититься «добросовестный аспирант», но ему это не удалось. В свою очередь проректор по науке и инновациям О. Г. Ларина заявила, что высказывания в данной аудиозаписи «могут быть субъективными, недостоверными, носить предположительный характер; проверить их не представляется возможным».

## Интересные факты
- Космодром Плесецк подарил вузу макет космической ракеты, который был установлен возле входа в главный корпус в октябре 2009 года[16].
- В учебном корпусе № 3 на улице Ерёмина действует музей истории автомобильного транспорта[17][18].